# Agencja Informacyjna SIS-Serwis
Agencja Informacyjna SIS-Serwis – prywatna agencja prasowa, powstała w 1993 z przekształcenia, powstałej w stanie wojennym, agencji pn. Serwis Informacyjny Solidarności. Działała do listopada 1994, kiedy jej zarząd ogłosił upadłość.
Początkowo przekazywała bieżące informacje polityczne z Warszawy (z prac Sejmu, Senatu i rządu), często znacznie szybciej od jej wielkiego, państwowego konkurenta – PAP. Potem rozszerzyła działalność na większe miasta Polski i przygotowywanie serwisów informacyjnych dla lokalnych rozgłośni radiowych.
Z serwisu korzystały gazety (m.in. Rzeczpospolita) oraz prywatni odbiorcy (firmy).
Prezesem i redaktorem naczelnym Agencji był Robert Bogdański, redaktorami i wydawcami serwisów: Maciej Gawlikowski, Krzysztof Karwowski i Mirosław Harasim, a reporterami m.in.: Radosław Rybiński, Cezary Bielakowski, Jarosław Gajewski, Rafał Kasprów, Agnieszka Sopińska, Konrad Szymański, Anna Kamińska, Adam Bosak, Aleksander Główczewski, Cezary Czerwiński i Bogusława Baczewska.